# Marcos de Paula
Marcos Ariel de Paula (ur. 19 grudnia 1983 w Bariri) – brazylijski piłkarz występujący na pozycji napastnika.

## Kariera piłkarska
Marcos de Paula jest wychowankiem brazylijskiej drużyny Bauru. W 2001 roku przeszedł do włoskiego Chievo Werona, jednak od razu został wypożyczony do Milanu. W pierwszej drużynie jednak nie zagrał ani razu i powrócił do Chievo. W Serie A zadebiutował 6 kwietnia 2003, w wygranym 3:0 meczu z Udinese Calcio.
Kolejne sezony piłkarz z Brazylii spędzał na wypożyczeniu we włoskich klubach z Serie C1 i niższych lig. Do Chievo powrócił dopiero przed sezonem 2009/2010. Potem strzelił swojego pierwszego gola w Serie A – dającego zwycięstwo 2:1 jego drużynie nad Cagliari Calcio.